# Neobrachypterus grandis
Neobrachypterus grandis är en skalbaggsart som beskrevs av Josef Jelínek 1979. Neobrachypterus grandis ingår i släktet Neobrachypterus och familjen kullerglansbaggar. Inga underarter finns listade i Catalogue of Life.